# Petit Canon pour la fête de Nadia Boulanger
De Petit Canon pour la fête de Nadia Boulanger (White-catalogus 85) is een compositie van Igor Stravinsky voor twee tenoren op tekst van Jean de Meung. Het werk is niet gepubliceerd.